# 玉手屋台
玉手屋台（たまでやたい）とは、兵庫県姫路市にある荒川地区の玉手が所有する屋台（山車）である。毎年10月の第3土日に行われる小芋祭り←元は15.16日に練りだされるほか、1989年のシロトピア博、2003年の兵庫県ふれあいフェスティバル、2008年のザ・祭り屋台in姫路において姫路駅前から姫路城三の丸広場において屋台練りが披露された。
太鼓は飾磨の中島に並び播州三太鼓の一つと呼ばれている。

## 概要
先代玉手屋台は1981年に製作された神輿屋根屋台である。屋根の紋が四面とも三つ巴になっているのが特徴で、狭間彫刻の彫り氏は三代目松本義廣の作。
現屋台は2010年に塩見建築にて新調屋台が制作され、2012年に完成。
現屋台の特徴としては先代と同じく四面に置かれた左三つ巴の紋。他地区に見られない龍天井画は水墨画絵師金澤徹氏が描いたものである。
シデ棒の色は青色。

## 彫刻
狭間彫刻の場面は『鶴丘八幡宮』『名和長年後醍醐天皇御迎の場』『巴御前奮戦』『巴御前奮戦』である。
屋台新調に伴い狭間彫刻も新調されたが、先代屋台から受け継ぎ同様の場面を用いている。
制作は網干区高田の前田木彫刻。
露盤は『安芸宮島弁財天が真体を現し清盛が威勢を挫く』で、狭間と同じく前田木彫刻にて2010年に制作されたもの。

## 屋台運行
| 7時      | 蔵出し               | 清水広場       |
| 18時ごろ | 三台練り(町坪、中地) | スポーツ会館前 |

| 6時        | 蔵出し                      | 清水広場   |
| 7時半      | 出立ち式                    | 同上       |
| 9時ごろ    | 宮入・練り合わせ            | 荒川神社   |
| 11時       | お旅所登り開始 （石段登り） |            |
| 12時ごろ   | お旅所登り完了              |            |
| 14時ごろ   | 下山開始                    |            |
| 15時ごろ   | 下山完了・練り合わせ        |            |
| 17時ごろ   | 六台練り                    |            |
| 18時ごろ   | 宮出し                      |            |
| 18時半ごろ | 井ノ口とのお別れ・雨ごい    |            |
| 19時半     | 南三町練り合わせ            | 棚田の踏切 |